# Abraham Capadose
Abraham Capadose, född den 22 augusti 1795 i Amsterdam i Nederländerna, död den 16 december 1874 i Haag i Nederländerna, var en nederländsk läkare.
Capadose, som var av judisk börd, blev tillsammans med sin vän Isak da Costa döpt 1822 och stod vid hans sida i kampen för återupplivandet av den reformerta ortodoxin och kyrkolivet. Hans huvudskrift är Trons kraft, som utkom i flera upplagor. 